# Pan de Cruz

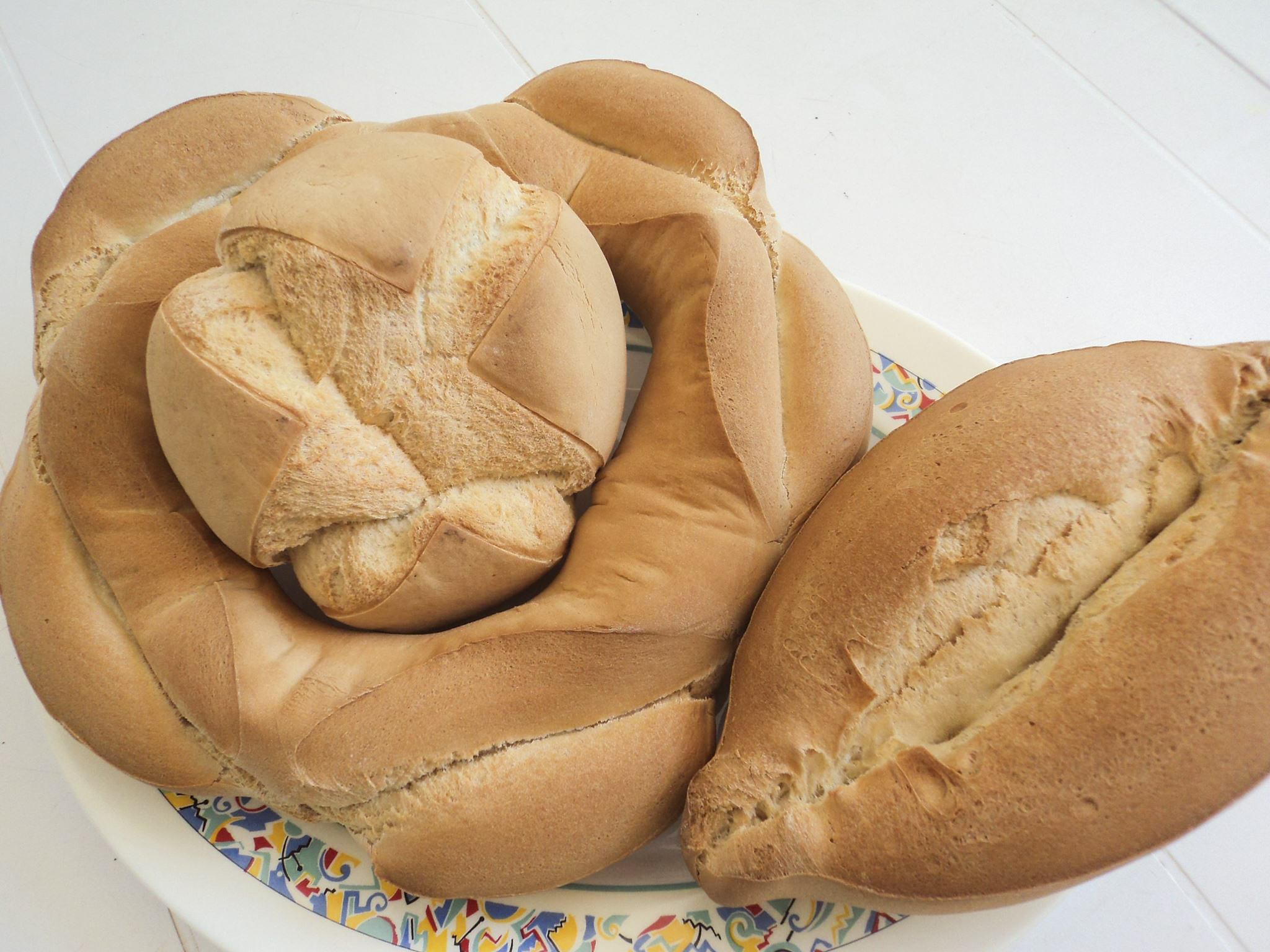
Pan de Cruz en tres presentaciones distintas: rosca candeal, barco y panecillo de cruz.

El Pan de Cruz es un pan elaborado de forma artesana típico de la cocina de Ciudad Real. Es popular por haber recibido la protección del sello IGP (Indicación Geográfica Protegida) por la Comisión Europea. Es un pan que posee como marca característica una cruz realizada sobre la masa antes de ser horneado. Se menciona popularmente que es una representación de la Cruz de Calatrava, orden religiosa que repobló la provincia durante la Reconquista. Siendo un pan que se elabora desde el siglo XIII, aparece ya descrito en el Quijote de Cervantes.

## Características
Su caracteriza por ser elaborado con harina de trigo candeal y que se amasa hasta que logra ser una pieza compacta y densa, esto hace que proporcione una miga con consistencia y de color blanco, con su corteza tostada, fina y lisa. El pan de cruz posee una forma de hogaza, abombada y que se caracteriza también por los dos cortes realizados con un cuchillo en forma de cruz, siendo dicha operación la que da nombre a este pan.